# Ululodes subvertens
Ululodes subvertens is een insect uit de familie van de vlinderhaften (Ascalaphidae), die tot de orde netvleugeligen (Neuroptera) behoort. 
Ululodes subvertens is voor het eerst wetenschappelijk beschreven door Walker in 1853.